# 旧金山湾区奥克兰国际机场
旧金山湾区奥克兰国际机场，又称奥克兰都会国际机场（Metropolitan Oakland International Airport）是位於美國加州奧克蘭的民用國際機場，位置在奧克蘭商業中心南方約15公里處，隔著舊金山灣與舊金山半島相望。由奧克蘭港務局管理經營。
該機場是舊金山灣區三個主要機場的其中之一，服务舊金山東灣。西南航空设有一个运营基地。該機場往來的航線遍及全美國，也包括墨西哥，薩爾瓦多、葡萄牙、日本等国际航点。

## 機場歷史
奧克蘭機場的開建於1927年，同年11月，該機場由查爾斯·林德伯格開幕。（查爾斯·林德伯格是第一位駕駛單人飛機橫跨大西洋的人）。在早期，奧克蘭機場是幾個歷史性飛航紀錄的起點，如1928年查爾斯·京士福特·史密夫由該機場起飛，中停夏威夷，橫渡太平洋抵達澳洲，與1937年阿梅莉亚·埃爾哈特（第一位一人飛越大西洋的女性），由奧克蘭機場起飛計劃獨飛橫越太平洋，可惜在太平洋上空失蹤，從未尋獲。

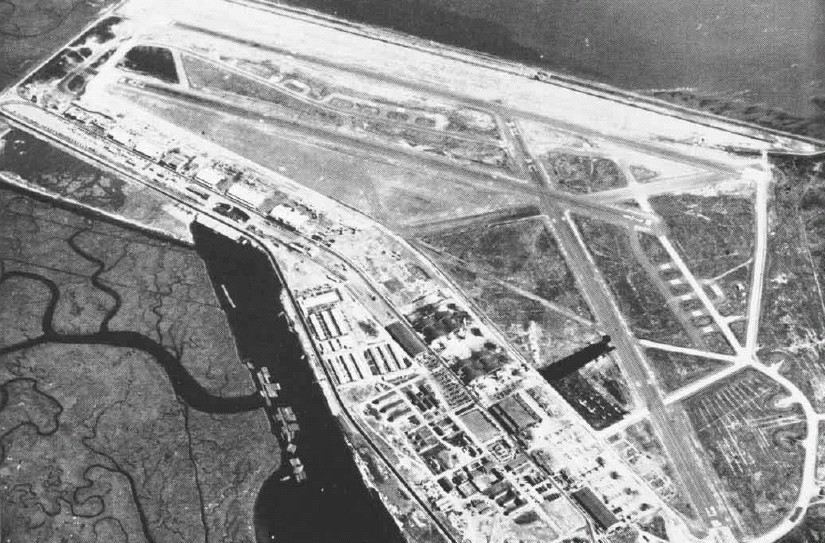
奧克蘭機場在1940年代的空照圖

在1927年12月，波音運輸公司（聯合航空的前身）開始了往來奧克蘭機場的定期航班。在1932年，環球航空也開始了在該機場定期航班的服務。在1943年二次世界大戰期間，美國空軍接管奧克蘭機場，該機場轉變為軍機往來太平洋群島的基地。原有的民用航空部分，則移至舊金山國際機場。戰後，航空公司逐漸恢復在奧克蘭機場的航線業務。在1946年，西部航空（Western Airlines）開始在該機場營運，隨後美國航空，環球航空與太平洋西南航空（PSA）也加入行列。
奧克蘭機場的噴射客機航廈（現今的第一航廈）在1962年啟用，為當時一個2000萬美元機場擴建計劃的一環。該航廈設有16個登機門，並設有空橋。在越戰期間，World航空使用該航廈載運數以千計的軍人往來奧克蘭機場與美國在亞洲南部的軍事基地。該擴建計劃同時包括新建接待國際班機的相關海關設施，開啟了奧克蘭機場營運國際航線的年代。
在戰後，奧克蘭機場的流量陡降。但隨著1978年航空管制取消法案的實施 （页面存档备份，存于），激勵了數家廉價航空公司開始了往來奧克蘭機場的區間航線。這一波的營運增長，為機場籌獲了1630萬美元的收入，用以興建第二航廈。第二航廈有7個登機門，當時由太平洋西南航空（PSA）與AirCal航空經營使用。
在1988年，聯邦快遞開始在奧克蘭建立轉運中心。在今日，奧克蘭機場已經是美國航空貨運最繁忙的機場之一。在1990年代，西南航空在該地建立了一個員工派遣中心，並開始增加飛往此地的航班，成為奧克蘭機場數一數二的主要航空公司。 雖然該機場設有接待國際班機的海關設施，但除了往來墨西哥以外，其餘的國際航線業務卻是零零落落。在過去，法籍Corsair航空曾經營由奧克蘭機場到法國巴黎的Orly機場，而荷蘭籍Martinair航空曾營運來往荷蘭阿姆斯特丹的史基普機場。
在2003年5月，聯合航空宣布遷出在該機場占地約2.79公頃的維修中心，將相關維修任務移往舊金山機場。隨後聯合包裹服務公司（UPS）已表示接手使用該地的意願。
自2006年起，奧克蘭機場一直在進行整建更新。工程包括在第二航廈興建27號到32號的新登機門。這些登機門於2006年夏天完工啟用，該航廈新的行李提取區也同時啟用，舊有的行李提起區改為安全檢查站。銜接機場的周邊道路也進行改善更新，工程預定於2008年完工。
在2008年，因為油價節節高漲，航空公司紛紛取消航班，在舊金山灣區三個機場中，奧克蘭機場受創最深。其中，因為聯美航空與阿羅哈航空的破產清算，多數往來夏威夷的航班被取消，雖然事後夏威夷航空每天增加一個航次往來夏威夷，但仍杯水車薪。同時，美國航空與大陸航空已經宣布自該年11月起，停止有所往來奧克蘭機場的班機。該機場最大的航空公司西南航空也宣布從11月起削減每天六個班次，而聯合航空也將自11月2日起取消往來洛杉磯國際機場的班機。
在2009年奧克蘭機場獲得美國聯邦航空總署三千三百二十萬美元的資金，用以興建新的塔台，工程於2010年10月15日開工，2013年11月22日完工使用，總工程費為五千一百萬美元。新的塔台為71.6公尺，用以取代分別在1962年與1972年興建的兩個舊塔台。新塔台標榜環保，特色包括:
- 塔台與停車場的屋頂設有太陽能電版，在晴天時，約足以提供塔台白天的所需電力
- 使用地熱來維持塔台的室溫。因為地底的溫度維持常溫攝氏15.6度，所以可以利用來冷卻或加熱塔台的室溫，因而節省需多能源
- 設有地底儲水系統，以收集屋頂的雨水，在乾季時用以灌溉觀景食物
- 屋頂選用淺色系顏色，比起深色系的顏色，吸收較少的太陽光熱，對室溫影響較少。

舊金山灣區捷運（BART）米色线于2014年11月22日开通，连接奧克蘭競技場站以及位于机场停车场旁的奧克蘭國際機場站。
2015年5月，奥克兰国际机场对1号航站楼综合体进行耗资1亿美元的翻新，包括对中央建筑进行抗震建筑改造、更换和升级基础设施以及改善乘客环境。2017年春季完工。
2024年，机场宣布将更名为旧金山湾区奥克兰国际机场（英語：San Francisco Bay Oakland International Airport）。奥克兰港务局于4月11日初步通过了该命名提议，并于5月9日表决通过最终命名决议。 代表旧金山国际机场的旧金山市检察官随后向联邦法院提起商标诉讼，反对该更名。奥克兰港务局提出反诉，指旧金山国际机场严格来说也不位于旧金山。

## 设施

### 航站楼

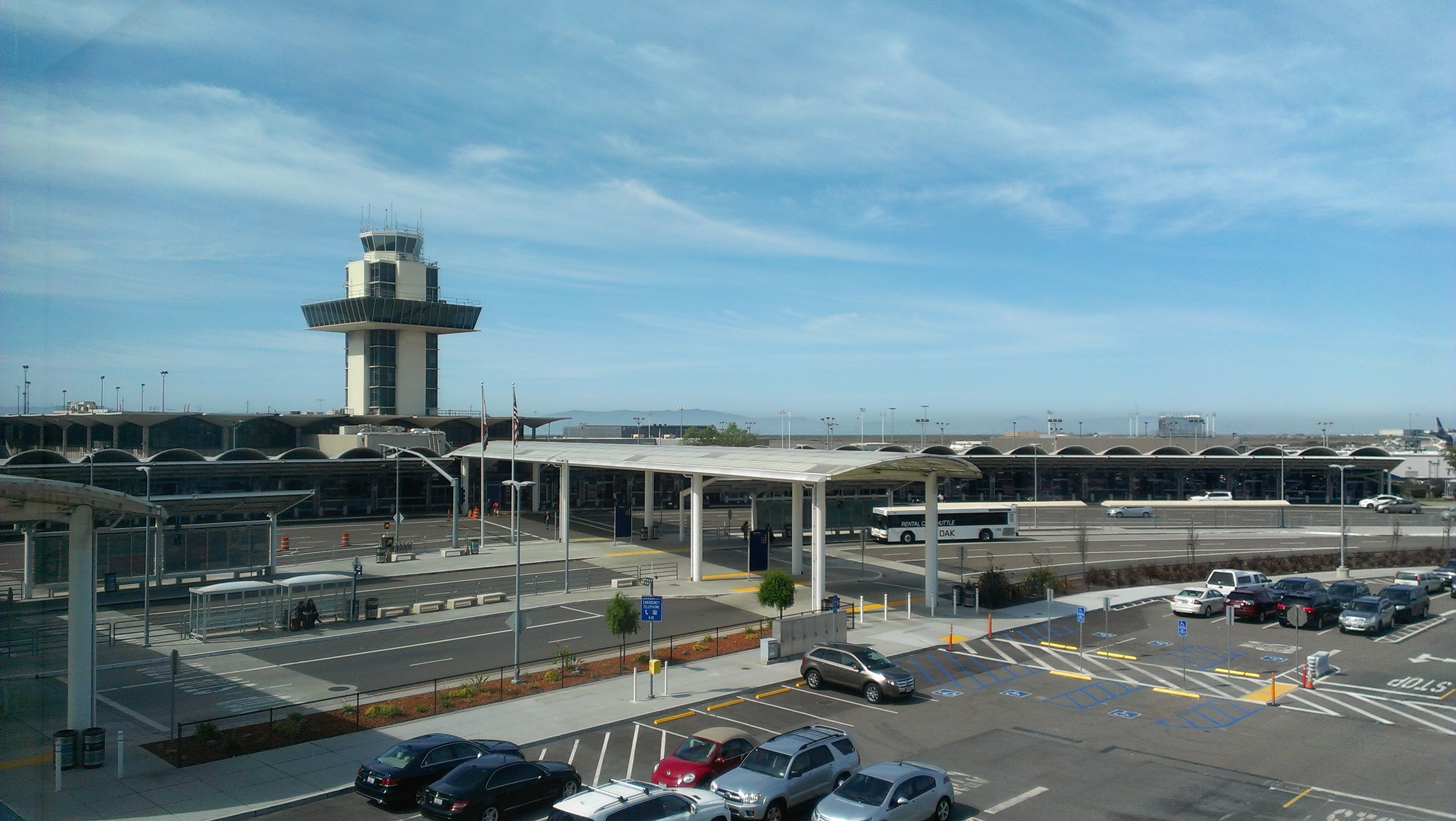
第一航廈陆侧

奧克蘭國際機場有兩個航廈，29个登机口。两个航站楼在空侧互相连通。1号航站楼还保障非海外清关的国际到达航班。
- 第一航廈设有16个登机口[15]，保障Advanced Air（英语：Advanced Air）、阿拉斯加航空、忠實航空、亞速爾群島航空、达美航空、夏威夷航空、西南航空、精神航空、太阳城航空、愉快空中巴士航空、沃拉里斯航空及萨尔瓦多沃拉里斯航空[17]
- 第二航廈设有13个登机口[15]，保障西南航空[17]

另外，JSX航空设有独立的客运大楼。

### 跑道
旧金山湾区奥克兰国际机场设有4条跑道。
- 機場南場，為定期客機與貨機使用。一條跑道，編號為12號（30號）跑道，長為3048公尺，寬46公尺，瀝青路面。
- 機場北場，為一般航空器使用。共有三條跑道：
  - 10號右跑道（28號左跑道），長為1,893公尺，寬46公尺，瀝青路面。
  - 10號左跑道（28號右跑道），長為1,662公尺，寬46公尺，瀝青路面。
  - 15號跑道（33號左跑道），長為1,028公尺，寬23公尺，瀝青路面。

机场南北场通过一条滑行道连接，该滑行道上跨Ron Cowan Parkway。
机场在95%以上的时间盛行西北风，飞机从东南侧进场并向西北侧离场。

### 公务机
Signature Aviation是旧金山湾奥克兰国际机场的主要公务机固定基地运营商（FBO）。公务机设施位于机场北场的5号机库内。Landmark已启动了一项耗资数百万美元的翻新项目，已经升级了公务机航站楼，并开始进行机库和物业改进。KaiserAir还在奥克兰北场提供 公务机服务，为湾流、霍克、赛斯纳和其他商务喷气式飞机提供维护。KaiserAir提供飞往夏威夷的航班和包租商务喷气式飞机。

## 周邊交通

### 大眾運輸
搭乘舊金山灣區捷運系統在奥克兰竞技场站可轉乘由競技場站直達奧克蘭機場的旅客捷運系統米色线，為自動駕駛的高架電車，於2013年11月22日起正式營運。自此，旅客無需出捷運站，在抵達競技場站後，直接步行到另一月台轉乘。單程票價為6美元。發車間隔如下表:
AC Transit（灣區北部阿拉米達郡和康特拉科斯塔郡的聯營公車，其英文名稱取自兩郡名稱的第一個英文字母）的50路公車，與當地的805路公車，也往來捷運系統的Bayfair站與機場各航廈。
50路公車由早上5點開始行駛，到半夜12時為止。而805路公車則由半夜12時行駛，直到凌晨5時。

### 公路
奧克蘭機場距880號州際公路只有2哩之遠。駕車往來的旅客可由Hegenberger路出口或98大道出口，向西前往機場。不管由哪一個出口前往，最後都會由同一個入口進到機場環狀道路。
機場週邊也許多停車場，其停車價格以該停車場與機場的遠近而定。較遠的停車場提供往來航廈的接駁公車。

## 事件

### 美軍軍機事件
在2007年9月27日，北美航空1777號班機載運200名美國海軍軍人由伊拉克回到美國，停靠奧克蘭國際機場添加燃油與補給。當時，奧克蘭機場當局要求該班機停靠在機場航廈370公尺外，當局並拒絕讓士兵進到航廈，這些士兵只能下機伸展經骨與使用洗手間。機場當局宣稱，因為收到報告指出機上的乘客沒有接受機場安全檢查，同時機上也載有武器，所以無法准許乘客進入航廈安全管制禁區。然而，事實上，機上的乘客在紐約約翰甘迺迪機場便通過機場安全檢查，機上也沒有載運武器。機場當局隨後對此一錯誤決定提出道歉聲明。機場的執行長歐瑪班哲明指出：「我們誤解了資訊並下了錯誤的決定，我們的原意並沒有要對士兵表示不尊敬。」然而美國參議院議員約翰米卡認為此一事件並不是偶發事件，並要求美國運輸局展開調查。
運輸局在2008年1月30日提出調查報告，結論是機場當局在事件中並未違反任何法律與規定。報告指出軍方特約的航空公司，並未向機場提出機上乘客需要使用航廈設施的要求。此外，機場當局在當時有所顧慮，認為航廈設施無法足夠的安全防護，應付數量龐大的軍方人員與其隨身之武器。報告中更進一步指出，軍方的特約班機乘客是不是需要通過安全檢查，美國國防部與國土安全部(負責機場安全管制)在溝通上有漏洞。報告中建議，國土安全局，國防部，運輸局與機場當局應該組成跨部會小組，針對軍方的特約班機乘客之安全檢查事宜，建立標準程序。
美國參議院議員約翰米卡針對此一報告發表評論，他說：「當局沒有一個標準程序來處理歸國的士兵，以致於他們在奧克蘭機場所受到羞辱，讓人感到震驚。我們應該建立標準程序，以避免這樣的事情再度發生。」

## 外部連結
- Oakland International Airport （页面存档备份，存于） - 機場官方網站
- Airport Interactive Map: Oakland Convention and Visitors Bureau （页面存档备份，存于）
- OAK WiFi Internet Service （页面存档备份，存于）